# Пеничка, Любомир
Любомир Пеничка (чеш. Lubomír Pěnička; род. 8 мая 1954 года) — бывший чехословацкий хоккеист, нападающий. Участник кубка Канады 1981 года в составе сборной Чехословакии.

## Биография
Любомир Пеничка является воспитанником пражской «Спарты». Провёл за пражский клуб 13 сезонов (1973—86, 1990—91). Кроме «Спарты» играл в Австрии, Финляндии и Голландии. Также выступал за сборную Чехословакии на Кубке Канады 1981 года. Завершил карьеру в 1991 году.

## Статистика
- Чемпионат Чехословакии — 419 игр, 82 шайбы
- Чемпионат Австрии — 47 игр, 42 очка (16+26)
- Чемпионат Нидерландов — 37 игр, 31 очко (10+21)
- Чемпионат Финляндии — 13 игр, 7 очков (1+6)
- Сборная Чехословакии — 35 игр, 6 шайб
- Всего за карьеру — 551 игра, 115 шайб